# Agamerion semialbicorne
Agamerion semialbicorne är en stekelart som beskrevs av Girault 1927. Agamerion semialbicorne ingår i släktet Agamerion och familjen puppglanssteklar. Inga underarter finns listade i Catalogue of Life.